# Beierolpium novaguineense
Espèce
Synonymes
- Xenolpium novaguineense Beier, 1935
- Xenolpium bougainvillense Morikawa, 1963

Beierolpium novaguineense est une espèce de pseudoscorpions de la famille des Olpiidae.

## Distribution
Cette espèce se rencontre en Indonésie en Nouvelle-Guinée occidentale, en Papouasie-Nouvelle-Guinée et aux Îles Salomon.

## Systématique et taxinomie
Cette espèce a été décrite sous le protonyme Xenolpium novaguineense par Beier en 1935. Elle est placée dans le genre Calocheiridius par Beier en 1982 puis dans le genre Beierolpium par Heurtault en 1982.

## Étymologie
Son nom d'espèce, composé de novaguine[a] et du suffixe latin -ensis, « qui vit dans, qui habite », lui a été donné en référence au lieu de sa découverte, la Nouvelle-Guinée.

## Publication originale
- Beier, 1935 : Four new tropical Pseudoscorpionidea. Annals and Magazine of Natural History, sér. 10, vol. 15, p. 484-489.